# La Cruda
La Cruda es una banda de rock argentina formada en 1995 en la ciudad de Santa Fe.

## Historia
La Cruda se formó a finales de 1995 en el barrio Guadalupe de la ciudad de Santa Fe, Argentina.
A comienzos del siguiente año la banda grabó en un estudio móvil su primer disco, La Cruda, que contiene 12 temas propios. Durante los años 1996 y 1997 realizaron numerosos espectáculos en Santa Fe, Rosario y otras ciudades del litoral argentino. En algunos de esos recitales compartieron escenario con bandas consagradas como Catupecu Machu con la que forjaron una gran amistad, Divididos, Bersuit Vergarabat, A.N.I.M.A.L., Los Pericos, León Gieco, Kapanga , Árbol y Los Natas, entre otros.
También participan de la película Los domingos no son para dormir, donde aparecen interpretando a modo de ensayo el tema "Ella agita".
En 1999 tocaron en las "Fiestas de fin de siglo", evento que buscaba reunir a las nuevas bandas de rock argentino. En ese marco editaron un disco en vivo llamado En Vivo en las Fiestas de Fin de Siglo, que contiene 11 temas y fue editado independientemente bajo el sello "Ediciones Imposibles".
En el año 2001 el disco es reeditado por Universal Music Argentina con el nombre de En las Fiestas de Fin de Siglo. Este material contiene dos canciones más que la anterior edición (Germen y Agua en las Bocas Secas), grabados en el mismo show. El disco fue remezclado y remasterizado por Mario Breuer y Juanjo Burgos en los estudios Soundesigner de Capital Federal.
Durante los tres años que siguieron, La Cruda se dedicó a presentar este disco con una prolongada gira por varias provincias de Argentina y también llegan a Paraguay. En este período tocaron junto a bandas de la talla de Motörhead, Molotov, Almafuerte y, varias veces más, Catupecu Machu. A finales del año 2003 Tristán Ulla abandonó la banda para radicarse en España, su lugar fue ocupado por Cristian "Matt Hungo" Deicas.
En septiembre de 2004 comienza la grabación de su nuevo disco de estudio, titulado Mente en Cuero. El mismo fue masterizado por Mario Breuer y Eduardo Bergallo, con Uriel Dorfman y Juanjo Burgos como ingenieros de grabación, y la producción artística de Rodrigo González. Según las palabras de su cantante “El nuevo disco es nuestro material más logrado; dentro de nuestra esencia roquera es el más variado también, tiene muchos colores, muchas escenas, mucha carga emotiva en las letras. Es, creo yo, el más entretenido de nuestra historia”.
A comienzos de 2006 estrenaron el primer videoclip difusión del álbum: La Conexión Delirada, el cual tuvo rotación por cadenas como MTV, MuchMusic y Rock & Pop TV. Por entonces son invitados a participar del primer disco tributo a Pappo, llamado Pappo versionado, donde interpretaron el tema Macadam 3...2...1...0... de Riff.
En el año 2007 lanzan el segundo corte del disco Mente en Cuero, la canción elegida fue Comarca en Paz. El video de este tema muestra imágenes de la ciudad de Santa Fe y habitantes de la misma, amigos de la banda. Ese mismo año Javier "Mono" Farelli se alejó de la banda, por lo cual se incorporó Ulises Koch como su reemplazo.
En 2008, La Cruda entró en un impasse por tiempo indeterminado. El cantante, Rodrigo "Negro" González, se abocó definitivamente a su proyecto solista denominado Experimento Negro. Mientras que Leonardo Moscovich y Martín Zaragozi (junto a Alejandro Collados, exbaterista de Cabezones) formaron Mambonegro.
El 27 de marzo de 2010 la banda realizó un recital único en Santa Fe, para celebrar la visita a la ciudad del guitarrista fundador Tristán Ulla. La formación que tocó en dicha ocasión fue: Rodrigo "Negro" González, Martín Zaragozi, Leonardo Moscovich y Tristán Ulla, con Damián Gómez (de Experimento Negro) como invitado en batería.
El 23 de marzo de 2012 Tristán Ulla celebró su cumpleaños presentando un show como solista en Santa Fe y la ocasión fue aprovechada para un reencuentro sorpresivo de la banda con su formación original después de más de 8 años: Rodrigo, Martín, Leo, Tristán y Javier.
A mediados de agosto de 2017, La Cruda vuelve a reunir a su formación original y comienza con los ensayos para brindar una única presentación oficial en el festival Primavera Rock organizado por la Municipalidad de Santa Fe. El 24 de septiembre de ese año, en el predio de la Estación Belgrano, la banda dio su show ante más de 4000 personas. Tras la buena impresión que generó esta última reunión, la agrupación siguió con presentaciones en Arroyo Leyes, Paraná, Rafaela y Capital Federal.

## Miembros

### Formación clásica
- Rodrigo "Negro" González - voz (1995-2007, 2010, 2012, 2017)
- Martín Zaragozi - bajo (1995-2007, 2010, 2012, 2017)
- Leonardo Moscovich - guitarra y coros (1995-2007, 2010, 2012, 2017)
- Tristán Ulla - guitarra y coros (1995-2003, 2010, 2012, 2017)
- Javier "Mono" Farelli - batería (1995-2006, 2012, 2017)

### Miembros anteriores
- Conrado "Pipo" Licheri - guitarra (2006-2007)
- Cristian Deicas - guitarra (2004-2005)
- Ulises Koch - batería (2007)

## Discografía

### Álbumes de estudio
- La Cruda (1996)
- Mente en Cuero (2006)

### Álbumes en vivo
- En Vivo en Las Fiestas de Fin de Siglo (1999)
- En Las Fiestas de Fin de Siglo (2001)

## Videos musicales
- Ahorrame el No (2000)
- Cruce Hormonal (2005)
- La Conexión Delirada (2006)
- Comarca en Paz (2007)